# Rhinobothryum
Rhinobothryum es un género de serpientes de la familia Colubridae y subfamilia Colubrinae. Incluye a dos especies que se distribuyen por el norte y oeste de Sudamérica y buena parte de América Central.

## Especies
Se reconocen a las siguientes especies:
- Rhinobothryum bovallii Andersson, 1916 - De Honduras a Panamá, y vertiente pacífica y caribeña de Ecuador, Colombia y Venezuela.
- Rhinobothryum lentiginosum (Scopoli, 1785) - Oeste amazónico, cuenca del Orinoco y las Guayanas.